# Les Mendiants de la vie
Pour plus de détails, voir Fiche technique et Distribution.
Les Mendiants de la vie (Beggars of Life) est un film muet américain en noir et blanc réalisé par William A. Wellman, sorti en 1928.
Selon la dénomination du Film Daily Yearbook le film est « partiellement dialogué ».

## Synopsis
Jim, un clochard, entre dans une maison à la recherche de nourriture. Il y découvre un homme mort, tué par Nancy, une jeune orpheline lasse de subir les avances de son tuteur. Ensemble, ils prennent la fuite.

## Fiche technique
- Titre français : Les Mendiants de la vie
- Titre original : Beggars of Life
- Réalisateur : William A. Wellman, assisté de Charles Barton (non crédité)
- Scénario : Benjamin Glazer et Jim Tully (histoire), d'après le roman de Jim Tully
- Production : Jesse L. Lasky et Adolph Zukor
- Société de production : Paramount Famous Lasky Corporation
- Musique : Karl Hajos
- Image : Henry W. Gerrard
- Montage : Alyson Shaffer
- Costumes : B. P. Schulberg
- Pays de production :  États-Unis
- Format : noir et blanc - 35 mm - 1,20:1 - son : Mono (MovieTone)
- Genre : Drame
- Durée : 100 minutes
- Dates de sortie :
  - États-Unis : 22 septembre 1928
  - France : 27 décembre 1929

## Distribution
- Louise Brooks : Nancy
- Richard Arlen : Jim
- Wallace Beery : Oklahoma Red
- Bob Peery : The Arkansaw Snake
- Blue Washington : Black Mose
- Roscoe Karns : Lame Hoppy
- Frank Brownlee : le fermier
- Robert Brower : Blind Sims
- Guinn Williams (non crédité) : le chauffeur de Baker

## Commentaires
- Les Mendiants de la vie est l'un des premiers films du cinéma parlant. On peut y entendre certains dialogues, et notamment la voix particulière de l'acteur Wallace Beery. Les dialogues restent néanmoins très limités, tout comme c'était le cas l'année précédente dans Le Chanteur de jazz.

- Wallace Beery et Louise Brooks avaient déjà joué l'année précédente dans le film Now We're in the Air, dont la pellicule était considérée comme perdue, jusqu'en 2016.

- Une copie des Mendiants de la vie gonflée en 35 mm à partir de la seule copie 16 mm restante, fut diffusée en juillet 2007 au cinéma Castro dans le cadre du Festival du Film Muet de San Francisco.